# Rolf Fringer
Rolf Fringer (Adliswil, 26 januari 1957) is een voormalig voetballer uit Oostenrijk die speelde als verdediger. Al tijdens zijn actieve loopbaan bekwaamde hij zich in het trainersvak, met als gevolg dat hij speler-trainer was bij FC Altdorf en FC Schaffhausen in de periode 1986–1990. Midden jaren negentig was Finger onder meer bondscoach van Zwitserland (1996-1997). Hij had de ploeg elf duels onder zijn hoede en werd opgevolgd door Gilbert Gress.
Als tv-analist werkzaam voor de zender Teleclub werd Fringer op 21 september 2017 neergeslagen langs de zijlijn door Christian Constantin, de voorzitter van FC Sion. Aanleiding was de kritiek die de oud-trainer van VfB Stuttgart en voormalig bondscoach van Zwitserland eerder die week had geuit op diens beleid. Constantin kreeg op 12 oktober 2017 een schorsing opgelegd van veertien maanden van de Zwitserse voetbalbond. Bovendien moest hij een boete betalen van 100.000 Zwitserse frank, omgerekend zo'n 86.000 euro.